# 京都山城総合医療センター
京都山城総合医療センター（きょうとやましろそうごういりょう - ）は、京都府木津川市にある公立の病院である。一部事務組合「国民健康保険山城病院組合」が運営している。京都府災害拠点病院、エイズ治療拠点病院であり、地域周産期母子医療センターに指定されている。

## 沿革
- 1952年2月 開設。
- 2007年4月 併設施設「介護老人保健施設やましろ」開設。
- 2013年5月 公立山城病院から改称[1]

## 診療科目
- 糖尿病・内分泌科
- 循環器科
- 小児科
- 小児外科
- 整形外科
- 消化器外科
- 呼吸器外科
- 脳神経外科
- 呼吸器科
- 消化器科
- 乳腺内分泌外科
- 神経内科
- 皮膚科
- 泌尿器科
- 産婦人科
- 眼科
- 耳鼻咽喉科
- 放射線科
- 麻酔科
- 腎臓内科

## 医療機関の指定等
- 保険医療機関
- 救急告示医療機関
- 労災保険指定医療機関
- 指定自立支援医療機関（更生医療・育成医療）
- 身体障害者福祉法指定医の配置されている医療機関
- 生活保護法指定医療機関
- 原子爆弾被害者医療指定医療機関
- 第二種感染症指定医療機関
- 母体保護法指定医の配置されている医療機関
- 災害拠点病院
- 臨床研修指定病院
- エイズ治療拠点病院

## 交通アクセス
- 西日本旅客鉄道（JR西日本）関西本線（大和路線）・奈良線・学研都市線 木津駅から徒歩1分